# Poziția a treia
Poziția a treia reprezintă un set de ideologii politice alternative care s-au dezvoltat în Europa Occidentală în perioada postbelică. Formulate într-un mediu influențat de politicile Războiului Rece, teoriile reprezentau un punct intermediar între capitalismului blocului capitalist și comunismul blocului sovietic.
Între 1920 și 1940, numeroase grupuri de disidenți s-au caracterizat drept parte a unei mișcări care respingea atât capitalismul, cât și socialismul marxist. Ideea a fost reluată de diferite grupuri politice după sfârșitului celui de-al Doilea Război Mondial. Discursul „Poziției a treia” s-a dezvoltat în interiorul grupurilor de extremă dreapta Terza Posizione (Italia) și Troisième voie (Franța), iar în anii 1980 a fost preluat de către Frontul Național⁠(d) din Marea Britanie. Acestea erau anticomuniste și anticapitaliste. Susținătorii acestor ideologii se autocaracterizează drept „dincolo de stânga și dreapta” în timp ce combină idei specifice ambelor extreme ale spectrului politic (combinația standard constă în conservatorism cultural⁠(d) reacționar cu teorii economice radicale⁠(d) specifice politicii de stânga).

## Istorie
Termenul „Poziția a treia” a apărut în Europa, iar principalii precursori ai politicilor specifice acestei poziții au fost național-bolșevismul (o sinteză de ultranaționalism și bolșevism) și strassterismul (o formă socialistă de nazism susținută de către frații Otto⁠(d) și Gregor Strasser). Autorul neofascist și neonazist Francis Parker Yockey a propus o alianță între comuniști și fasciști sub denumirea de Red-Brown Alliance (în română Alianța Roșu-Brun), roșul reprezentând culoarea comunismului și brunul culoarea nazismului. Aceasta ar fi urmat să militeze în favoarea unor convingeri antisemite, antiamericane și antisioniste⁠(d). Yockey era și un susținător al mișcărilor de eliberare din Lumea a treia.